# Tipula decembris
Tipula decembris är en tvåvingeart som beskrevs av Alexander 1949. Tipula decembris ingår i släktet Tipula och familjen storharkrankar. Inga underarter finns listade i Catalogue of Life.